# 유니크론과 변신로보트
《유니크론과 변신로봇》(The Transformers: The Movie)은 TV 애니메이션 시리즈인 《트랜스포머》의 극장판 애니메이션이다. 영화는 1986년 8월 8일에 미국에서 개봉되었다.
텔레비전 애니메이션 시리즈 《트랜스포머》를 만들었던 넬슨 신이 감독을 담당하였고, 에릭 아이들, 주드 넬슨, 오슨 웰스, 레너드 니모이, 케이시 카셈, 로버트 스택, 존 모치타, 피터 쿨렌, 그리고 프랭크 웰커가 성우로 출연하였다. 이야기의 배경은 《트랜스포머》 시즌2의 20년 이후인 2006년을 배경으로 함으로써, 차후에 나오는 《트랜스포머》 시즌3에 대해서 중개 역할을 한다. 이 작품에서는 기존의 트랜스포머 시리즈 보다 확실히 더 어두운 분위기를 나타내며, 디셉티콘들은 더욱 위협적이며 망설임 없이 살생을 한다. 영화는 몇몇의 주요 캐릭터들이 자신들의 종말을 맞게 되는 몇가지 위대한 전투를 다루고 있다. 영화의 태그 라인은 "Beyond Good. Beyond Evil. Beyond Your Wildest Imagination"이었다.
대한민국에서는 1989년 10월 3일에 KBS 2TV에서 《유니크론과 변신로보트》라는 제목으로 방영되었다.

## 줄거리
2005년, 사악한 디셉티콘은 오토봇의 고향 행성인 사이버트론을 정복했다. 영웅적인 오토봇은 사이버트론의 두 달을 거점으로 반격을 준비한다. 오토봇의 리더인 옵티머스 프라임은 지구의 오토봇 시티로 보급품을 셔틀로 보낸다. 디셉티콘은 그들의 계획을 발견하고, 여러 오토봇을 죽이고, 우주선을 탈취한다.
오토봇 시티에서 핫 로드는 대니얼 위트위키(스파이크 위트위키의 아들)와 낚시를 하고 있다. 대니얼이 탈취된 셔틀의 구멍을 발견하자, 핫 로드는 디셉티콘을 보고 공격하고, 디셉티콘은 전투에 뛰어든다. 옵티머스는 증원군과 함께 도착하여 디셉티콘의 리더인 메가트론과 교전한다. 둘 다 치명적인 부상을 입어 디셉티콘은 아스트로트레인을 타고 우주로 후퇴하게 된다. 옵티머스는 리더십의 매트릭스를 울트라 매그너스에게 넘겨주며, 그 힘이 오토봇의 가장 어두운 시간을 밝혀줄 것이라고 말하고 사망한다.
연료를 절약하기 위해 디셉티콘은 부상당한 메가트론을 포함하여 그의 배신적인 부사령관 스타스크림에게 버려진 부상자들을 내던진다. 우주를 떠다니던 부상당한 디셉티콘들은 다른 세계를 소비하는 지각 있는 행성인 유니크론에게 발견된다. 유니크론은 메가트론에게 유니크론을 파괴할 힘을 가진 매트릭스를 파괴하는 대가로 새로운 몸을 제공한다. 메가트론은 마지못해 동의하고 갈바트론으로 재창조되며, 다른 내던져진 디셉티콘들은 그의 새로운 부대로 변환된다.
사이버트론에서 갈바트론은 스타스크림의 디셉티콘 리더 취임식을 방해하고 그를 죽인다. 유니크론은 오토봇과 스파이크가 있는 비밀 기지를 포함하여 사이버트론의 달들을 삼켜버리지만, 그들은 탈출한다. 디셉티콘의 지휘권을 되찾은 갈바트론은 그의 부대를 이끌고 폐허가 된 오토봇 시티에서 울트라 매그너스를 찾아 나선다.
살아남은 오토봇들은 별도의 셔틀을 타고 탈출하지만, 디셉티콘의 공격을 받아 격추되어 다른 행성에 추락한다. 핫 로드와 컵은 쿠인테슨에게 포로로 잡히는데, 그들은 캥거루 재판을 열고 죄수들을 샤크티콘에게 먹여 처형하는 폭군이다. 핫 로드와 컵은 유니크론에게 잡아먹힌 행성 리톤의 유일한 생존자인 크라닉스로부터 유니크론에 대해 알게 된다. 크라닉스가 처형된 후, 핫 로드와 컵은 다이노봇과 작은 오토봇 휠리의 도움을 받아 탈출하며, 휠리는 그들이 탈출선을 찾는 것을 돕는다.
다른 오토봇들은 폐기물 행성에 착륙하고, 갈바트론과 그의 부대가 도착할 때까지 폐기물을 사용하여 우주선을 수리하기로 결정한다. 울트라 매그너스는 남아있는 오토봇들을 보호하지만 매트릭스의 힘을 발휘하는 데 실패한다. 그는 갈바트론에게 파괴되고, 갈바트론은 매트릭스를 차지하며, 이를 유니크론을 통제하는 데 사용할 작정이다. 오토봇들은 울트라 매그너스의 시신을 발견하고, 갈바트론이 그의 부대와 함께 도착했을 때 숨어 있던 렉-가르가 이끄는 토착 정키온들의 공격을 받는다.
핫 로드가 이끄는 쿠인테슨에서 도착한 오토봇들은 렉-가르와 정키온들과 친구가 되고, 그들은 보답으로 울트라 매그너스를 재건한다. 갈바트론이 이제 매트릭스를 가지고 있다는 것을 깨달은 오토봇들과 정키온들은 사이버트론으로 날아간다. 갈바트론은 유니크론을 위협하려고 하지만, 울트라 매그너스처럼 매트릭스를 활성화할 수 없다. 이에 대한 반응으로 유니크론은 거대한 로봇으로 변신하여 사이버트론을 해체하기 시작한다. 갈바트론이 그를 공격하자, 유니크론은 그와 매트릭스 전체를 삼켜버린다.
오토봇들이 현장에 도착하는 동안 유니크론은 디셉티콘, 정키온, 그리고 사이버트론의 다른 방어자들과 계속 싸운다. 핫 로드의 우주선은 손상되고 그와 그의 오토봇 그룹은 유니크론의 왼쪽 눈에 추락한다. 대니얼은 유니크론의 소화 시스템에서 그의 아버지를 구하고, 그룹은 여러 오토봇을 구출한다. 갈바트론은 핫 로드와 동맹을 맺으려 하지만, 유니크론은 그를 공격하게 만든다. 핫 로드는 거의 죽을 뻔하지만 회복하고 매트릭스를 활성화하여 새로운 오토봇 리더인 로디머스 프라임이 된다. 로디머스는 갈바트론을 우주로 던져버리고 매트릭스의 힘을 사용하여 유니크론을 파괴한 다음, 다른 오토봇들과 함께 유니크론의 남은 눈을 통해 탈출한다. 디셉티콘이 혼란에 빠진 가운데, 오토봇들은 전쟁의 종결과 고향 행성을 되찾은 것을 축하하며 유니크론의 잘린 머리가 사이버트론을 공전한다.

## 배역
| 배우            | 역할                                                 |
| --------------- | ---------------------------------------------------- |
| 노먼 앨덴       | 크라닉스                                             |
| 잭 엔젤         | 아스트로트레인, 램젯                                 |
| 마이클 벨       | 스우프, 스크랩퍼, 정키온, 붐쉘                       |
| 그렉 버거       | 그림록                                               |
| 수잔 블루       | 알씨                                                 |
| 코니 버튼       | 스파이크 윗윅키, 브런, 쇼크웨이브                    |
| 로저 C. 카멜    | 쿠인테슨 리더                                        |
| 빅터 카로딕     | 나레이터                                             |
| 레지스 크로딕   | 쿠인테슨 족                                          |
| 스캇맨 크로더스 | 재즈                                                 |
| 피터 쿨렌       | 옵티머스 프라임, 아이언하이드                        |
| 폴 에이딩       | 퍼셉터                                               |
| 에드 길버트     | 블리츠윙                                             |
| 댄 길브잰       | 범블비                                               |
| 에릭 아이들     | 렉가                                                 |
| 부스터 존스     | 블래스터                                             |
| 스탠 존스       | 스커지                                               |
| 캐시 카셈       | 클리프점퍼, 블루스트릭, 텔레트란 1                   |
| 크리스 라타     | 스타스크림                                           |
| 데이비드 멘델홀 | 다니엘 윗윅키                                        |
| 돈 메식         | 스캐벤져                                             |
| 존 모치타       | 블러                                                 |
| 주드 넬슨       | 핫 로드 / 로디머스 프라임                            |
| 레너드 니모이   | 갈바트론                                             |
| 할 레일         | 샤프널                                               |
| 클라이브 레빌   | 킥백                                                 |
| 네일 로스       | 본크러셔, 후크, 스프링거, 슬래그                     |
| 로버트 스택     | 울트라 매그너스                                      |
| 라이오넬 스탠더 | 컵                                                   |
| 프랭크 웰커     | 메가트론, 사운드웨이브, 럼블, 프렌지, 윌리, 정키온족 |
| 오슨 웰스       | 유니크론                                             |

## 새로운 캐릭터들
| 오토봇 - 핫 로드(성우 - 신성호) / 로디머스 프라임 - 울트라 매그너스 - 알씨(성우 - 최문자) - 블러 - 컵 - 이젝트 - 램혼 - 리와인드 - 스프링거 - 스틸죠 - 울트라 매그너스 - 윌리 |  | 디셉티콘 - 갈바트론 (메가트론의 진화형)(성우 - 유강진) - 사이클로너스 - 스커지 - 랫뱃 - 스윕스 부대 |  | 기타 - 쿠인테슨 족 - 샤크티콘 (쿠인테슨족의 경비병) - 유니크론(성우 - 최흘) - 다니엘 윗위키 - 렉가 |

## 평가
당대 애니메이션이라고는 생각하기 힘든 대단한 퀄리티와 연출력, 영상에 걸맞은 특별한 사운드 효과와 스탠부시 외 가수들의 화끈한 음악들이 80년대 문화를 대변해주는 듯한,종합적이면서도, 트랜스포머 시리즈로서 시즌 1,2를 보지 않고도 이해하며 볼 수 있으면서도 트랜스포머 시리즈를 제일 잘 대변해준 애니메이션이란 평가를 받고 있다. 영상미에서도 최근의 트랜스포머 애니메이션들을 압도하고도 남을 정도의 작화 퀄리티를 보이며 이전 트랜스포머 TV판에서는 단색의 딱딱한 그림체를 주로 사용해왔다면(일본의 도에이에서 하청한 작화) 부드러우면서도 화면에 색이 잔잔히 녹아드는 색상들을 아주 잘 사용했고, 단순히 우주의 표현을 검게하고 로봇들을 더 두드러지게 만들려고 한 것이 아니었고 초기에 나왔던 우주의 화면에서도 풍부하면서도 매력 있는 색상들을 씀으로써 한층 더 극장의 스크린에 걸맞은 영상들을 창조해내어 감독 넬슨 신(신능균)의 능력도 탁월하게 평받고 있다. 로봇 애니메이션이지만 마치 액션SF물을 보는듯한 앵글의 구조도 극중에서 자주 접할 수 있으며(이런 시도는 트랜스포머 TV판 시즌1,2에는 거의 볼 수가 없었다) 초거대 행성로봇 유니크론이 변신하는 장면은 1980년대 애니메이션 역사의 획을 그을 정도의 명장면으로 꼽히는 장면으로, 사이버트론 행성을 공격할때의 유니크론 모습은 더 무비에서의 진정한 하이라이트라고 볼 수 있을 정도로 스펙터클하면서 관객을 잡아끄는 영상이 돋보인다.
물론 부정적인 평가도 있다. 영화는 북미내의 관객 동원수를 포함하여 흥행수익으로 5,849,647달러들 수익으로 거둬들였다. 그러나 당시로선 천문학적인 비용을 투입했던 작품이었기 때문에, 제작비에 비해 손익분기점은 확실히 넘긴 성적을 거두었으나 대성공이라고 할 정도는 아니게 되어, 하스브로사가 'G.I. Joe: The Movie'를 연기하게 하고 'Jem and Holograms'같은 다른 계획 중인 프로젝트들은 중단하도록 하였고, 비평가들은 그저 오락용 애니메이션 극장판으로 여겨지며 낮은 평가를 받았다. 레퍼런스 카탈로그(Mick Martin과 Marsha Porter의 비디오 무비 가이드 그리고 Leonard Maltin의 가이드)로부터 낮은 점수를 받았으며 아동 시청자들부터 옵티머스 프라임, 아이언하이드, 프라울 같은 인기있는 캐릭터들의 죽음 때문에 충격을 받기도 하였다.
하지만 트랜스포머 더 무비는 넬슨 신 감독의 일생에서 처음으로 맡았던 극장용 애니메이션이었으나 아주 화려한 시작으로 이름을 떨치게 된 계기이자 외국 트랜스포머 팬들 중에서도 넬슨 신을 모르는 사람들이 거의 없을 정도로 그의 애니메이션 제작에 대한 굉장한 역량을 세계인들에게 보여주었고, 시즌1,2의 스토리 라인을 한편의 극장용 애니메이션으로 마무리하는 동시에 시즌3로 이어질 소재를 넣으면서 자연스럽게 마무리 짓는 것은 쉬운 일이 아니었으나, 더 무비는 완벽하게 해내어, 트랜스포머 더 무비는 자칫 어린이용 완구만화로 잠시 나왔다 끝났을지도 몰랐을 트랜스포머라는 작품을 오늘날까지도 1980년대 미국의 걸작 애니메이션으로 손꼽히는 걸작 중 하나로 만들었고, 개봉한 지 20년이 넘은 지금까지도 트랜스포머 시리즈 최고의 명작임을 팬들 모두가 인정하는 작품이다.

## 관련 이야기
- 갈바트론으로서 니모이의 역할은 만화의 초기 시즌에서 메가트론 목소리를 맡았던 프랭크 웰커에 의해 텔레비전 시리즈에서 재현되었다. 이것은 웰커와 니모이가 같은 캐릭터를 공유한 첫 번째 시도는 아니었다. 스타트렉 3: 스팍을 찾아서에서 웰커는 다시 태어난 스팍의 비명을 연기했었다.

- 유니크론이 문베이스 1을 집어삼켜 버리는 장면에서 스파이크는 "Oh, shit! What are we gonna do now?"라고 걱정스러운 듯이 소리친다. 이 대사는 추후 발매된 것에는 삭제되었다. 이 대사의 존재여부가 때때로 도시 전설처럼 논란이 되었다. 매버릭 엔터테인먼트에 의해 발매된 2001년 DVD 그리고 리노 엔터테인먼트에 의해 발매된 2002년 판 발매 판과 메트로돔에 의해 발매된 2005년 영국판에는 복원되었다. 이것은 소니 BMG에 의해 발매된 트랜스포머 더 무비 20주년 기념 DVD에도 리노 발매판처럼 DVD 챕터 중 한 챕터가 "Swear Word"라는 제목으로 또한 복원되었다.

- 영국 상영 버전은 영화 시작부분의 배역 크레디트를 대체하는 스타워즈풍의 스크롤 되는 타이틀화면과 옵티머스 프라임은 돌아올 것이라는 시청자들을 확신시키는 해설이 추가되었다. 일본 상영 버전에도 이러한 추가적인 것들을 포함하고 있으며 일본 영화에서 일반적인 관행인 각각의 캐릭터들의 이름을 화면 아래에 나열하는 것도 포함하고 있다.

- 영화의 크레디트는 등장하지 않거나 대사가 없는 캐릭터들을 열거하고 있다.

- 두 번째 시즌 캐릭터들 중 다수가 영화에선 등장하지 않는다. 그들이 존재하지 않거나 애니메이션 모델이 아직 완성되지 않았기 때문이라고 주장됐다. 이런 주장은 에어리얼봇, 스턴티콘들에게는 사실일 수 있지만 영화에서 등장하지 않는 대다수의 오토봇들에 대해서는 확실히 사실이 아니다. 왜냐하면, 모든 두 번째 시즌 디셉티콘들은 등장하기 때문이다(버즈쏘우, 스턴티콘, 컴뱃티콘들은 제외하면)

- 영화는 썬 보우/마블 사에 의해 G.I. Joe: The Movie와 동시에 제작되는 중이었다. G.I. Joe 영화의 작가는 하스브로로부터 듀크라는 캐릭터를 제거할 수 있도록 허가를 요청했다. 하스브로는 그 요청을 승인하는 것뿐만 아니라 트랜스포머 더 무비에서 옵티머스 프라임에게 같은 운명을 적용하도록 작가에게 지시하였다.

- 유니크론 장난감은 설계되었지만 테스터들로부터 낮은 평가를 받았다. 유니크론 장난감은 2004년 전까지 일반대중에게 발매되지 않았다.

- 예고편이 영화를 "굉장한 와이드스크린 액션"이라고 선전하지만 트랜스포머 더 무비는 실제로는 4:3 풀 스크린 포맷으로 애니메이션화되었다. (팬들이 얻은 애니메이션 셀과 메트로돔의 재구성한 DVD의 의해 증명되었다.) 영화는 극장 상영용처럼 보이도록 세로로 크롭되었다. (70년대와 80년대 기간의 애니메이션 영화에서는 일반적인 방식)

- 노래 "The Touch"는 폴 토마스 앤더슨의 영화 부기 나이트에서 마크 왤버그가 연기한 캐릭터 더크 디글러에 의해 다뤄졌다.

- 매트릭스의 디자인은 수소폭탄으로부터 영감을 받았다.

- 영화의 거의 처음 도입부에서 핫 로드는 관측소를 "Lookout Mountain"이라고 가리킨다. 이 대사는 몇몇 팬들에게 오토봇 시티가 실제 Lookout Mountain이 존재하는 테네시 주에 기반을 두고 있다는 의문을 들게 하였다.

- 칼리는 마지막 장면에서 사이버트론에서 승리를 축하하려고 등장하도록 스토리보드화되었다. 그러나 영화의 마지막 부분에서 등장하지 않는다. 칩이라는 캐릭터 또한 영화에서 보이지 않는다.

## 개봉 및 DVD 발매
영화는 1987년 VHS와 레이저디스크로 북미 지역에 발매되었다. 이 버전은 스파이크의 "Oh, shit! What are we gonna do now?"이라는 대사를 삭제했다.
비디오 트랜스퍼는 약간의 Clockwise tilt에 영향을 받았다.
영화는 썹보우 프로덕션에 의해 2000년 처음 DVD로 발매되었는데 Seville Pictures에 의해 캐나다 지역에만 독점공급되었다.
이 버전은 스파이크의 "Oh, shit! What are we gonna do now?"이라는 대사를 복원했다.
2001년, 영화는 리노 엔터테인먼트에 의해 북미지역에 그리고 영국에서는 매버릭에 의해 발매되었다.

### 20주년 기념 DVD
Disc 1
- 16:9 와이드스크린 버전.

- "Autobot Matrix of Knowledge" (재미있는 사실과 사소한 사실에 대한 영상).

- 넬슨 신(감독), 플린트 딜레(스토리 컨설턴트) 그리고 수 블루(알씨 성우)의 음성해설.

- 팬 음성해설.

- 오리지널 극장 예고편과 TV 광고들.

- Cinex and Credit Test.

- 포토 갤러리.

- 스크램블 시티 에피소드에 대한 음성해설.

- 리마스터링 사이드 바이 사이드 비교.

- 트랜스포머 (2007) 실사 영화 예고편과 미리보기.

Disc 2
- 풀스크린 버전.

- Activate Autobot City 트리비아 게임(DVD-ROM).

- 새로운 단편영상: "옵티머스 프라임의 죽음", "배역과 캐릭터들" 그리고 넬슨 신, 톰 그리핀, 죠 베이컬, 플린트 딜레, 수 블루와 함께 하는 "트랜스포머 Q&A"

- 광고 예고편에 대한 음성해설

- 삭제되거나 대체된 장면에 대한 음성해설

- 애니메이션화된 스토리보드

- 미국, 일본 장난감 광고.

- 스크램블 시티 광고.

- 독점 컨텐트에 대한 바로가기

### 사운드트랙
1987년 공식 사운드트랙이 Scotti Bros. Records(현재는 Vocano Entertainment)로부터 미국에서 발매되었다.
| #   | 제목                                  | 연주                      | 재생 시간 |
| --- | ------------------------------------- | ------------------------- | --------- |
| 1.  | 〈The Touch"〉                        | Stan Bush                 |           |
| 2.  | 〈"Instruments of Destruction"〉      | N.R.G.                    |           |
| 3.  | 〈The Death of Optimus Prime"〉       | Vince DiCola              |           |
| 4.  | 〈"Dare"〉                            | Stan Bush                 |           |
| 5.  | 〈"Nothin’s Gonna Stand in Our Way"〉 | Kick Axe, Spectre General |           |
| 6.  | 〈"The Transformers (Theme)"〉        | Lion                      |           |
| 7.  | 〈"Escape"〉                          | Vince DiCola              |           |
| 8.  | 〈"Hunger"〉                          | Kick Axe                  |           |
| 9.  | 〈"Autobot/Decepticon Battle"〉       | Vince DiCola              |           |
| 10. | 〈"Dare to Be Stupid"〉               | "Weird Al" Yankovic       |           |

## 같이 보기
- 트랜스포머 (영화 시리즈)